# Beloliska
Belolíska (znanstveno ime Melanitta fusca) je velika ptica iz reda plojkokljunov Anseriformes. Spada v družino plovcev Anatidae in v njeno poddružino morskih rac Merginae. Po velikosti je podobna črni raci (Melanitta nigra), ki je bolj razširjena. Beloliska gnezdi visoko na severu Evrope v Skandinaviji in Zahodni Aziji vse do porečja Jeniseja. Majhno število ptic gnezdi v vzhodni Turčiji. Vzhodnosibirsko in severnoameriško belokrilo raco (Melanitta deglandi) smatrajo nekateri za isto vrsto kot belolisko in ju obravnavajo kot podvrsti M. f. stejnegeri ter M. f. deglandi. Beloliska in belokrila raca skupaj z vrsto Melanitta perspicillata spadata v podrod Melanitta. Ta podrod se razlikuje od podroda Oidemia, v katerega spadata ameriška črna raca (Melanitta (nigra) americana) in navadna črna raca, ki ju imajo velikokrat za isti vrsti.
Beloliska prezimuje na morskih grebenih vse do Velike Britanije, ter ob Črnem morju in Kaspijskem jezeru. Malo število doseže tudi Francijo in južno Španijo. Tudi v Sloveniji prezimuje, a je redek zimski gost. Zadržuje se v večje jate ob primernih morskih bregovih. Jate so zbite skupaj in ptice vzletajo usklajeno. Obrobljeno gnezdo naredi beloliska na tleh blizu morja, jezer ali rek v dobravah ali tundrah. Zvali 7 do 9 jajc. Prehranjuje se tako, da se potaplja in išče morske rake ali mehkužce.
Ima gomoljast rumen kljun s črno osnovo. Samice so rjave z dvema svetlima pegama na obeh straneh lic. Za oba spola so značilna sekundarna letalna peresa bele barve, ki so zelo očitna med letom. Gledano od spodaj proti svetlobi dajejo vtis, da so peruti mnogo ožje kot v resnici. Lahko se vidijo tudi pri mirovanju kot bela lisa na zloženi peruti.